# Christian Pauli
Christian Pauli, född 25 februari 1765 i Malmö, död på 1800-talet, var en svensk målarmästare och konterfejare.
Han son till slaktaren Gottfrid Pauli. Han studerade måleri som lärling för Sven Wallstedt i Landskrona, och som gesäll arbetade han en tid hos Johan Liljedahl i Göteborg där han utnämndes till mästare 1791. Han ansökte om burskap i Malmö hösten 1790 vilket beviljades 1792. Han var mantalsskriven i Malmö 1795 och därefter kan man inte finna honom i några handlingar, de enda spår av Pauli är bevarade arbeten. 